# París-Roubaix 2001
La 99.ª París-Roubaix tuvo lugar el 15 de abril del 2001 y fue ganada por el neerlandés Servais Knaven.

## Clasificación final
| Posición | Ciclista          | Equipo        | Tiempo   |
| -------- | ----------------- | ------------- | -------- |
| 1        | Servais Knaven    | Domo          | 6h45'00" |
| 2        | Johan Museeuw     | Domo          | a 34"    |
| 3        | Romāns Vainšteins | Domo          | a 41"    |
| 4        | George Hincapie   | US Postal     | s.t.     |
| 5        | Wilfried Peeters  | Domo          | s.t.     |
| 6        | Ludo Dierckxsens  | Lampre-Daikin | s.t.     |
| 7        | Steffen Wesemann  | Deutsche Tel. | s.t.     |
| 8        | Andréi Chmil      | Lotto-Adecco  | a 2'35"  |
| 9        | Chris Peers       | Cofidis       | s.t.     |
| 10       | Rolf Sørensen     | CSC-Tiscali   | a 2'59"  |